# Lille Olympique Sporting Club Métropole
El Lille Olympique Sporting Club, sovint anomenat LOSC, o també LOSC Lille, Lille OSC o simplement Lille, és un club de futbol francès de la ciutat de Lilla.

## Història
L'actual Lille Olympique Sporting Club és el resultat de la fusió de diversos clubs de la ciutat.
- 1898: Es funda l'Iris Club Lillois.
- 1901: Es funda l'Éclair Fivois.
- 1902: Es funda l'Olympique Lillois, essent primer president André Nicodème.
- 1919: L'Éclair Fivois es reanomena Sporting Club Fivois (o SC Fives).
- 1941: El 25 de maig es fusionen l'Iris CL i l'Olympique Lillois, formant l'Olympique Iris Club Lillois (OICL).
- 1944: El 23 de setembre l'OICL i el SC Fives es fusionen donant lloc a l'Stade Lillois.
- 1944: El mes de novembre el club canvia de nom adoptant l'actual  Lille Olympique Sporting Club .

El Lille Olympique Sporting Club fou fundat el 1902 amb el nom de l'Olympique Lillois. El seu primer president fou André Nicodème. El club va tenir diferents noms al llarg de la seva història: O.I.C.L. (Olympique Iris Club de Lille) (1941 - 1944), Stade Lillois (1944) després de la fusió amb el SC Fives-Lille, i finalment en aquell mateix any es va canviar el nom per l'actual.
El Lille va guanyar la primera lliga de la seva història el 1933. El 1946 l'equip va fer història en ser el primer guanyador de la Ligue 1 francesa de la història en el format actual. En aquesta temporada també aconsegueix el primer màxim golejador de la lliga amb el seu jugador René Bihel, que marca 28 gols.
La seva millor època va ser entre el 1945 i el 1955 aconseguint ser el millor equip de França juntament amb el Stade de Reims i va guanyar títols de lliga i de la Copa de França.
El club va entrar en crisi entre els anys 1970 i el 2000, en què va navegar entre la primera i la segona categoria i va tenir greus problemes econòmics. A la temporada 1999-2000 el Lille OSC puja a la ligue 1 i aconsegueix en el seu primer any classificar-se per la Lliga de Campions de la UEFA. Des de llavors que el club juga regularment en competicons europees i és un dels millors equips de la lliga francesa.

## Palmarès
- 1 Copa Intertoto : 2004
- 4 Lligues franceses : 1946, 1954, 2011, 2021
- 6 Copes franceses : 1946, 1947, 1948, 1953, 1955, 2011
- 1 Supercopa francesa : 2021
- 5 Lligues franceses de segona divisió : 1964, 1971, 1974, 1978, 2000

## Estadis
Els estadis on ha jugat el club a la seva història han estat:
- Stade Henri Jooris (fins al 1974)
- Stade Grimonprez-Jooris (1974-2004)
- Stadium Lille-Métropole (2004-2012)
- Stade Pierre-Mauroy (2012-actualitat)

## Presidents
| - 1944-1959 : Louis Henno - 1959-1962 : Pierre Kles - 1962-1965 : Jean Denis - 1965-1970 : Robert Barbieux - 1970-1973 : Max Pommerole - 1973-1977 : Paul-Max Delannoy - 1977-1980 : Jacques Amyot i Roger Deschodt | - 1980-1990 : Jacques Dewailly - 1990-1991 : Pierre Balay - 1991-1994 : Paul Besson - 1994-2000 : Bernard Lecomte - 2000-2001 : Luc Dayan - 2001-2002 : Francis Graille - 2002-.... : Michel Seydoux |

## Jugadors destacats
| - Éric Abidal - Jocelyn Angloma - Jean Baratte - Jean Bigot - Philippe Bergeroo - Mathieu Bodmer - Djezon Boutoille - Yohan Cabaye - Bruno Cheyrou - Benoît Cheyrou - Pascal Cygan - Mathieu Debuchy - Matthieu Delpierre - Lucas Digne - Jean-François Domergue - Yvon Douis | - Bernard Lama - Mickaël Landreau - Jean Lechantre - Bernard Pardo - Dimitri Payet - Christian Perez - Pierre Pleimelding - Adil Rami - Charly Samoy - Antoine Sibierski - Amara Simba - Gérard Soler - Marceau Sommerlynck - André Strappe - Grégory Tafforeau - Jean Vincent - Grégory Wimbée | - Joe Cole - Éric Assadourian - Filip Desmet - Eden Hazard - Erwin Vandenbergh - Michel Bastos - Vladimir Manchev - Aurélien Chedjou - Jean II Makoun - Gervinho - Kader Keita - Per Frandsen - Jakob Friis-Hansen - Mikael Mio-Nielsen - Kim Vilfort - Milenko Ačimovič | - Abédi Pelé - Stanislav Karasi - Slavoljub Muslin - Žarko Olarević - Boro Primorac - Dušan Savić - Patrick Kluivert - Cor van der Hart - Ludovic Obraniak - Marius Baciu - Moussa Sow - Tony Sylva - Kennet Andersson - Engin Verel |

## Entrenadors
- Georges Berry 1944-1946
- André Cheuva 1946-1959
- Jacques Delepaut 1959
- Jules Vandooren 1959-1961
- Jean Baratte 1961-1962
- Guy Poitevin 1962-1963
- Jules Bigot 1963-1966
- Jean-Charles Van Gool 1966
- Daniel Langrand 1966-1969
- Joseph Jedrejak 1969-1970
- René Gardien 1970-1973
- Georges Peyroche 1973-1976
- Charles Samoy 1976-1977
- José Arribas 1977-1982
- Arnaud Dos Santos 1982-1984
- Georges Heylens 1984-1989
- Jacques Santini 1989-1992
- Bruno Metsu 1992-1993
- Henryk Kasperczak 1993
- Pierre Mankowski 1993-1994
- Jean Fernandez 1994-1995
- Jean-Michel Cavalli 1995-1997
- Hervé Gauthier i Charles Samoy 1997
- Thierry Froger 1997-1998
- Vahid Halilhodžić 1998-2002
- Claude Puel 2002-2008
- Rudi Garcia 2008-2013
- René Girard 2013-2015
- Hervé Renard 2015